# Famille de Hemptinne
Pour les articles homonymes, voir Hemptinne.
La famille de Hemptinne est une famille contemporaine de la noblesse belge, originaire de Jandrain (Orp-Jauche). Elle s'est illustrée notamment par des hommes politiques et des hommes d'Église.

## Histoire
Sa filiation prouvée remonte à 1588. Robert de Hemptinne et Anne du Payron (décédée après 1620) forment la souche de cette famille. Certains membres ont été anoblis en Belgique en 1886, 1888 et 1991.

À partir du XIXe siècle, la famille compte plusieurs fabricants de textiles, des parlementaires, des professeurs, un évêque, des missionnaires et des militaires.

La famille s'est illustrée dans la résistance pendant la Seconde Guerre mondiale. Ainsi, sept membres de la famille ont été reconnus agents de renseignement et d'action, principalement au sein du réseau Zig, dont quatre avec le grade de lieutenant.

## Personnalités
- Clément de Hemptinne (1778-1853), homme politique ;
- Félix-Joseph De Hemptinne (1783-1848), industriel du textile ;
- Auguste-Donat De Hemptinne ou Dehemptinne (1781-1854), pharmacien, professeur à l'Université libre de Bruxelles ;
- Joseph de Hemptinne (1822-1909), industriel belge ;
- Jules de Hemptinne (1825-1922), industriel et homme politique ;
- Hildebrand de Hemptinne (1849-1913), moine bénédictin belge, abbé-primat de l'Ordre bénédictin ;
- Jean-Félix de Hemptinne (1876-1958), moine bénédictin belge, évêque au Katanga (RDC) ;
- Marc de Hemptinne (1902-1986), physicien belge ;
- Charles de Hemptinne (1933-2017), chanoine, aumônier des étudiants étrangers à Gand et fondateur de l'OBSG et le Club Van Eyck ;
- Bernard de Hemptinne (1944-), chirurgien belge, président de l'Association de la noblesse du royaume de Belgique ;
- Daphné de Hemptinne, directrice de l'Académie royale des beaux-arts de Bruxelles depuis 2014.

## Preuves de noblesse
- 6 juillet 1737: élévation de la seigneurie de Tourneppe en baronnie en faveur de Guillaume François Joseph de Hemptinne, écuyer, seigneur de Jandrain[3], mort sans descendance masculine[4] ;
- 28 octobre 1873: concession du titre de comte romain transmissible à la primogéniture mâle en faveur de Joseph de Hemptinne (titre non-reconnu en Belgique)[3] ;
- 15 mai 1886: concession motu proprio de noblesse et du titre de comte transmissible à la primogéniture mâle en faveur de Joseph, sus-cité[3] ;
- 23 juillet 1888: concession de noblesse en faveur de Charles de Hemptinne[3] ;
- 23 juillet 1888: concession de noblesse en faveur de Jules de Hemptinne, frère de Joseph sus-cité[3] ;
- 31 décembre 1894: concession du titre de comte transmissible à la primogéniture mâle en faveur de Charles, sus-cité[3] ;
- 23 août 1920: concession du titre de comte transmissible à la primogéniture mâle en faveur de Jean-Baptiste François Marie Joseph de Hemptinne, fils de Joseph, sus-cité[3] ;
- 25 août 1921: concession du titre de comte transmissible à la primogéniture mâle en faveur de Joseph Marie Julien Eugène de Hemptinne, 3e fils de Joseph, sus-cité[3] ;
- 28 avril 1924: concession du titre de comte transmissible à la primogéniture mâle en faveur d'Alexandre Paul de Hemptinne, fils cadet de Charles, sus-cité[3] ;
- 17 juin 1954: concession du titre de comte transmissible à la primogéniture mâle en faveur de Hugues Léon Gabrielle Marie Ghislain de Hemptinne[3] ;
- 12 décembre 1958: concession du titre de comte transmissible à la primogéniture mâle en faveur de Ferdinand Léon Georges Marie Ghislain de Hemptinne. Cette concession devint inutile lorsque le titre de comte de son oncle mort sans hoirs lui fut dévolu[3] ;
- 25 janvier 1962: extension du titre de comte transmissible à la primogéniture mâle au fils cadet de Ferdinand Léon Georges Marie Ghislain de Hemptinne[3] ;
- 9 janvier 1991: concession de noblesse en faveur de Jean-André-Abel de Hemptinne[3] ;

## Héraldique
Blasonnement des armes:

Armes modernes

- Armes anciennes (diplôme de 1737): de gueules, à deux estriers d'argent, les chappes liées de même, au franc canton d'argent, à une rose de gueules.
- Armes contemporaines: de gueules, à trois étriers d'argent, les chappes liées de même, au franc-canton d'argent, à une rose de gueules.